# کیتی مکتیر
کیتی مکتیر (انگلیسی: Katie Mactier؛ زادهٔ ۲۳ مارس ۱۹۷۵) دوچرخه‌سوار سابق زن اهل استرالیا است.
وی در مسابقات کشوری و بین‌المللی در مجموع برندهٔ ۱ مدال نقره شده‌است.